# Comuni di confine della Spagna
Questo è l'elenco dei comuni spagnoli di confine.

La Spagna confina con Andorra, la Francia, il Marocco, il Portogallo e il Regno Unito (Gibilterra è un territorio d'oltremare britannico).

## Andorra
I comuni sono elencati da ovest ad est.
| N. | Comunità  | Provincia | Comune              | Parrocchia andorrana confinante                                       |
| -- | --------- | --------- | ------------------- | --------------------------------------------------------------------- |
| 1  | Catalogna | Lleida    | Alins               | La Massana                                                            |
| 2  | Catalogna | Lleida    | Les Valls de Valira | La Massana, Andorra la Vella, Sant Julià de Lòria, Escaldes-Engordany |
| 3  | Catalogna | Lleida    | Lles de Cerdanya    | Escaldes-Engordany, Encamp                                            |

## Francia
| N. | Comunità  | Provincia | Comune            | Comuni francesi confinanti                                                                                |
| -- | --------- | --------- | ----------------- | --- |
| 1  | Catalogna | Gerona    | Portbou           | Cerbère, Banyuls-sur-Mer                                                                                  |
| 2  | Catalogna | Gerona    | Colera            | Banyuls-sur-Mer                                                                                           |
| 3  | Catalogna | Gerona    | Rabós             | Banyuls-sur-Mer                                                                                           |
| 4  | Catalogna | Gerona    | Espolla           | Banyuls-sur-Mer, Argelès-sur-Mer, Sorède                                                                  |
| 5  | Catalogna | Gerona    | La Jonquera       | Laroque-des-Albères, Maureillas-las-Illas, Sorède, Le Perthus                                             |
| 6  | Catalogna | Gerona    | Llívia            | Ur, Bourg-Madame, Sainte-Léocadie, Saillagouse, Estavar, Targassonne, Angoustrine-Villeneuve-des-Escaldes |
| 7  | Catalogna | Gerona    | Guils de Cerdanya | Enveitg, Latour-de-Carol, Porta                                                                           |
| 8  | Catalogna | Gerona    | Puigcerdà         | Ur, Bourg-Madame, Enveitg, Palau-de-Cerdagne                                                              |
| 9  | Catalogna | Gerona    | Alp               | Palau-de-Cerdagne                                                                                         |
| 10 | Catalogna | Gerona    | Toses             | Palau-de-Cerdagne, Valcebollère                                                                           |
| 11 | Catalogna | Gerona    | Queralbs          | Valcebollère, Err, Eyne, Fontpédrouse, Llo                                                                |

## Marocco
- Ceuta
- Melilla

## Portogallo
I comuni sono elencati da nord-ovest a sud-est.
| N. | Comunità         | Provincia  | Comune                    | Concelho portoghese confinante                                 |
| -- | ---------------- | ---------- | ------------------------- | -------------------------------------------------------------- |
| 1  | Galizia          | Pontevedra | A Guarda                  | Caminha                                                        |
| 2  | Galizia          | Pontevedra | O Rosal                   | Caminha, Vila Nova de Cerveira                                 |
| 3  | Galizia          | Pontevedra | Tomiño                    | Vila Nova de Cerveira, Valença                                 |
| 4  | Galizia          | Pontevedra | Tui                       | Valença                                                        |
| 5  | Galizia          | Pontevedra | Salvaterra de Miño        | Valença, Monção                                                |
| 6  | Galizia          | Pontevedra | As Neves                  | Monção                                                         |
| 7  | Galizia          | Pontevedra | Arbo                      | Monção, Melgaço                                                |
| 8  | Galizia          | Pontevedra | Crecente                  | Melgaço                                                        |
| 9  | Galizia          | Ourense    | Padrenda                  | Melgaço                                                        |
| 10 | Galizia          | Ourense    | Quintela de Leirado       | Melgaço                                                        |
| 11 | Galizia          | Ourense    | Verea                     | Melgaço                                                        |
| 12 | Galizia          | Ourense    | Lobeira                   | Melgaço                                                        |
| 13 | Galizia          | Ourense    | Entrimo                   | Melgaço, Arcos de Valdevez                                     |
| 14 | Galizia          | Ourense    | Lobios                    | Arcos de Valdevez, Ponte da Barca, Terras de Bouro, Montalegre |
| 15 | Galizia          | Ourense    | Muíños                    | Montalegre                                                     |
| 16 | Galizia          | Ourense    | Calvos de Randín          | Montalegre                                                     |
| 17 | Galizia          | Ourense    | Baltar                    | Montalegre                                                     |
| 18 | Galizia          | Ourense    | Cualedro                  | Montalegre                                                     |
| 19 | Galizia          | Ourense    | Monterrei                 | Montalegre                                                     |
| 20 | Galizia          | Ourense    | Oímbra                    | Montalegre, Chaves                                             |
| 21 | Galizia          | Ourense    | Verín                     | Chaves                                                         |
| 22 | Galizia          | Ourense    | Vilardevós                | Chaves, Vinhais                                                |
| 23 | Galizia          | Ourense    | Riós                      | Vinhais                                                        |
| 24 | Galizia          | Ourense    | A Gudiña                  | Vinhais                                                        |
| 25 | Galizia          | Ourense    | A Mezquita                | Vinhais                                                        |
| 26 | Castiglia e León | Zamora     | Hermisende                | Vinhais, Braganza                                              |
| 27 | Castiglia e León | Zamora     | Requejo                   | Braganza                                                       |
| 28 | Castiglia e León | Zamora     | Pedralba de la Pradería   | Braganza                                                       |
| 29 | Castiglia e León | Zamora     | Puebla de Sanabria        | Braganza                                                       |
| 30 | Castiglia e León | Zamora     | Manzanal de Arriba        | Braganza                                                       |
| 31 | Castiglia e León | Zamora     | Figueruela de Arriba      | Braganza                                                       |
| 32 | Castiglia e León | Zamora     | Trabazos                  | Braganza, Vimioso                                              |
| 33 | Castiglia e León | Zamora     | Rábano de Aliste          | Vimioso                                                        |
| 34 | Castiglia e León | Zamora     | Alcañices                 | Vimioso, Miranda do Douro                                      |
| 35 | Castiglia e León | Zamora     | Fonfría                   | Miranda do Douro                                               |
| 36 | Castiglia e León | Zamora     | Villardiegua de la Ribera | Miranda do Douro                                               |
| 37 | Castiglia e León | Zamora     | Torregamones              | Miranda do Douro                                               |
| 38 | Castiglia e León | Zamora     | Fariza                    | Miranda do Douro                                               |
| 39 | Castiglia e León | Zamora     | Villar del Buey           | Miranda do Douro                                               |
| 40 | Castiglia e León | Zamora     | Fermoselle                | Miranda do Douro, Mogadouro                                    |
| 41 | Castiglia e León | Salamanca  | Villarino de los Aires    | Mogadouro                                                      |
| 42 | Castiglia e León | Salamanca  | Pereña de la Ribera       | Mogadouro                                                      |
| 43 | Castiglia e León | Salamanca  | Masueco                   | Mogadouro                                                      |
| 44 | Castiglia e León | Salamanca  | Aldeadávila de la Ribera  | Mogadouro, Freixo de Espada à Cinta                            |
| 45 | Castiglia e León | Salamanca  | Mieza                     | Freixo de Espada à Cinta                                       |
| 46 | Castiglia e León | Salamanca  | Vilvestre                 | Freixo de Espada à Cinta                                       |
| 47 | Castiglia e León | Salamanca  | Saucelle                  | Freixo de Espada à Cinta                                       |
| 48 | Castiglia e León | Salamanca  | Hinojosa de Duero         | Freixo de Espada à Cinta                                       |
| 49 | Castiglia e León | Salamanca  | La Fregeneda              | Freixo de Espada à Cinta, Figueira de Castelo Rodrigo          |
| 50 | Castiglia e León | Salamanca  | Sobradillo                | Figueira de Castelo Rodrigo                                    |
| 51 | Castiglia e León | Salamanca  | Ahigal de los Aceiteros   | Figueira de Castelo Rodrigo                                    |
| 52 | Castiglia e León | Salamanca  | Puerto Seguro             | Figueira de Castelo Rodrigo                                    |
| 53 | Castiglia e León | Salamanca  | La Bouza                  | Figueira de Castelo Rodrigo                                    |
| 54 | Castiglia e León | Salamanca  | Villar de Ciervo          | Figueira de Castelo Rodrigo, Almeida                           |
| 55 | Castiglia e León | Salamanca  | Aldea del Obispo          | Almeida                                                        |
| 56 | Castiglia e León | Salamanca  | La Alameda de Gardón      | Almeida                                                        |
| 57 | Castiglia e León | Salamanca  | Fuentes de Oñoro          | Almeida                                                        |
| 58 | Castiglia e León | Salamanca  | Espeja                    | Almeida                                                        |
| 59 | Castiglia e León | Salamanca  | La Alamedilla             | Almeida, Sabugal                                               |
| 60 | Castiglia e León | Salamanca  | La Alberguería de Argañán | Sabugal                                                        |
| 61 | Castiglia e León | Salamanca  | Casillas de Flores        | Sabugal                                                        |
| 62 | Castiglia e León | Salamanca  | Navasfrías                | Sabugal                                                        |
| 63 | Estremadura      | Cáceres    | Valverde del Fresno       | Sabugal, Penamacor, Idanha-a-Nova                              |
| 64 | Estremadura      | Cáceres    | Cilleros                  | Idanha-a-Nova                                                  |
| 65 | Estremadura      | Cáceres    | Zarza la Mayor            | Idanha-a-Nova                                                  |
| 66 | Estremadura      | Cáceres    | Alcántara                 | Idanha-a-Nova                                                  |
| 67 | Estremadura      | Cáceres    | Membrío                   | Idanha-a-Nova                                                  |
| 68 | Estremadura      | Cáceres    | Carbajo                   | Idanha-a-Nova                                                  |
| 69 | Estremadura      | Cáceres    | Santiago de Alcántara     | Idanha-a-Nova, Castelo Branco                                  |
| 70 | Estremadura      | Cáceres    | Herrera de Alcántara      | Castelo Branco, Castelo de Vide                                |
| 71 | Estremadura      | Cáceres    | Cedillo                   | Castelo Branco, Vila Velha de Ródão, Nisa, Castelo de Vide     |
| 72 | Estremadura      | Cáceres    | Valencia de Alcántara     | Castelo de Vide, Marvão, Portalegre                            |
| 73 | Estremadura      | Badajoz    | La Codosera               | Portalegre, Arronches                                          |
| 74 | Estremadura      | Badajoz    | Alburquerque              | Arronches, Campo Maior                                         |
| 75 | Estremadura      | Badajoz    | Badajoz                   | Campo Maior, Elvas                                             |
| 76 | Estremadura      | Badajoz    | Olivenza                  | Elvas, Alandroal                                               |
| 77 | Estremadura      | Badajoz    | Alconchel                 | Alandroal                                                      |
| 78 | Estremadura      | Badajoz    | Cheles                    | Alandroal                                                      |
| 79 | Estremadura      | Badajoz    | Villanueva del Fresno     | Alandroal, Mourão                                              |
| 80 | Estremadura      | Badajoz    | Valencia del Mombuey      | Mourão, Barrancos                                              |
| 81 | Estremadura      | Badajoz    | Oliva de la Frontera      | Barrancos                                                      |
| 82 | Andalusia        | Huelva     | Encinasola                | Barrancos, Moura                                               |
| 83 | Andalusia        | Huelva     | Aroche                    | Moura                                                          |
| 84 | Andalusia        | Huelva     | Rosal de la Frontera      | Moura, Serpa                                                   |
| 85 | Andalusia        | Huelva     | Santa Bárbara de Casa     | Serpa                                                          |
| 86 | Andalusia        | Huelva     | Paymogo                   | Serpa, Mértola                                                 |
| 87 | Andalusia        | Huelva     | Puebla de Guzmán          | Mértola                                                        |
| 88 | Andalusia        | Huelva     | El Almendro               | Mértola                                                        |
| 89 | Andalusia        | Huelva     | El Granado                | Mértola, Alcoutim                                              |
| 90 | Andalusia        | Huelva     | Sanlúcar de Guadiana      | Alcoutim                                                       |
| 91 | Andalusia        | Huelva     | San Silvestre de Guzmán   | Alcoutim                                                       |
| 92 | Andalusia        | Huelva     | Ayamonte                  | Alcoutim, Castro Marim, Vila Real de Santo António             |

## Regno Unito
| N. | Comunità  | Provincia | Comune                    | Comune confinante |
| -- | --------- | --------- | ------------------------- | ----------------- |
| 1  | Andalusia | Cadice    | La Línea de la Concepción | Gibilterra        |